# Обстріли Кролевецької міської громади
Обстріли Кролевецької міської територіальної громади — серія обстрілів та авіаударів російськими військами території Кролевецької міської громади Конотопського району Сумської області в ході повномасштабного російського вторгнення в Україну.

## 2022

### 10 жовтня
Після оголошення повітряної тривоги з 06:50 ранку 10 жовтня в Конотопі на Сумщині пролунали два вибухи. Також було зазначено, що у різних районах Сумської області зафіксовано перебої зі світлом. За інформацією ГУ ДСНС у Сумській області, станом на 18:00 10 жовтня пожежу ліквідували. Утім в усіх районах Сумської області понад добу були проблеми з електропостачанням, а, як наслідок, проблеми з водопостачанням .

## 2024

### 7 січня
Російська ракета вдарила у ставок на околиці Кролевця, у людей розбиті вікна та двері. Згодом прилетіли ще два ударні безпілотники типу “Shahed”. Вони влучили у город житлового будинку.

### 8 лютого
Кролевецька громада: здійснено обстріл FPV-дроном (1 вибух).

### 16 квітня
З території РФ здійснено обстріл з РСЗВ (4 вибухи).

### 8 червня
Росіяни вдарили з артилерії (2 вибухи).

### 10 липня
По громаді завдано удару балістичними ракетами ( 2 вибухи). У результаті отримала поранення 1 цивільна особа.

### 21 серпня
По громаді завдано ракетного удару (1 вибух).